# Аракояба
Аракояба (порт. Aracoiaba) — муниципалитет в Бразилии, входит в штат Сеара. Составная часть мезорегиона Север штата Сеара. Входит в экономико-статистический микрорегион Батурите. Население составляет 25 351 человека на 2009 год. Занимает площадь 656 532 км².

## Статистика
- Валовой внутренний продукт на 2003 составляет 42 202 272,00 реала (данные: Бразильский институт географии и статистики).
- Валовой внутренний продукт на душу населения на 2003 составляет 1709,49 реала (данные: Бразильский институт географии и статистики).
- Индекс развития человеческого потенциала на 2000 составляет 0,597 (данные: Программа развития ООН).